# Messaoud Layadi
Messaoud Layadi, né le 24 mars 1982 est un joueur de handball Algérien. Il évolue au sein du GS Pétroliers et de l'équipe nationale d'Algérie.

## Palmarès

### avec l'Équipe d'Algérie
Championnat du monde
- 19e au championnat du monde 2009 ( Croatie)
- 15e au championnat du monde 2011 ( Suède)

- 24e au championnat du monde 2015[2] ( Qatar)

Championnat d'Afrique
- Médaille d'bronze au championnat d'Afrique 2010 ( Égypte)

Autres
- Médaille d'bronze  aux Jeux africains de 2011

## Distinctions personnelles
- élu meilleur ailier gauche du championnat d'Afrique 2010